# Братонечице
Братонечице (словен. Bratonečice) су насељено место у општини Свети Томаж, Подравска регија, Словенија.

## Историја
До територијалне реорганизације у Словенији биле су у саставу старе општине Ормож.

## Становништво
У попису становништва из 2011. године, Братонечице су имале 62 становника.
| Број становника према пописима | Број становника према пописима | Број становника према пописима |
| ------------------------------ | ------------------------------ | ------------------------------ |
| 1991                           | 2002                           | 2011                           |
| 81                             | 71                             | 62                             |